# Paul Frantz (ciclista)
Paul Frantz (Mamer, 4 de juliol de 1915 - Mamer, 12 de novembre de 1995) fou un ciclista luxemburguès. Competí a la prova individual i per equips de ciclisme en ruta als Jocs Olímpics de 1936 a Berlín.